# Henk Nooren
Hendrikus Everhardus Franciscus „Henk“ Nooren (* 23. August 1954 in Bergen, Limburg) ist ein ehemaliger niederländischer Springreiter und einer der begehrtesten Trainer weltweit.

## Werdegang
Nach der Schule studierte er Betriebswirtschaftslehre, brach das Studium aber bereits nach einem Jahr ab.
Mit 20 Jahren zog er nach Warendorf und wurde ein Schüler der Reitsportlegende Hans Günter Winkler.
1976 ritt er mit Jagermeester bei den Olympischen Spielen in Montreal und belegte Platz 13 im Einzel.
Bei der Europameisterschaft 1977 in Wien gewann er im Team mit Johan Heins, Anton Ebben und Harry Wouters van der Oudenweyer Mannschaftsgold. Das Jahr darauf gewannen sie die Silbermedaille bei den Weltmeisterschaften in Aachen, hier wurde er zudem mit Pluco Siebenter in der Einzelwertung. 1981 gewann er bei den Europameisterschaften in München im Team mit Emiel Hendrix, Johan Heins und Rob Ehrens Mannschaftsbronze.
Heute gehört er zu den begehrtesten Trainern weltweit. Er war spanischer, schwedischer und französischer Nationaltrainer der Springreiter. Zudem trainiert er unter anderem Marcus Ehning und Kevin Staut.

## Privates
Henk Noorens Vater war Reitlehrer und ehemaliger niederländischer Meister der Springreiter. Nooren hat zwei jüngere Geschwister: Schwester Ariane und Bruder Joke. Seine Tochter Lisa Nooren ist ebenso als Springreiterin aktiv.

## Pferde
- Pluco (Schimmel)
- Obstalan II

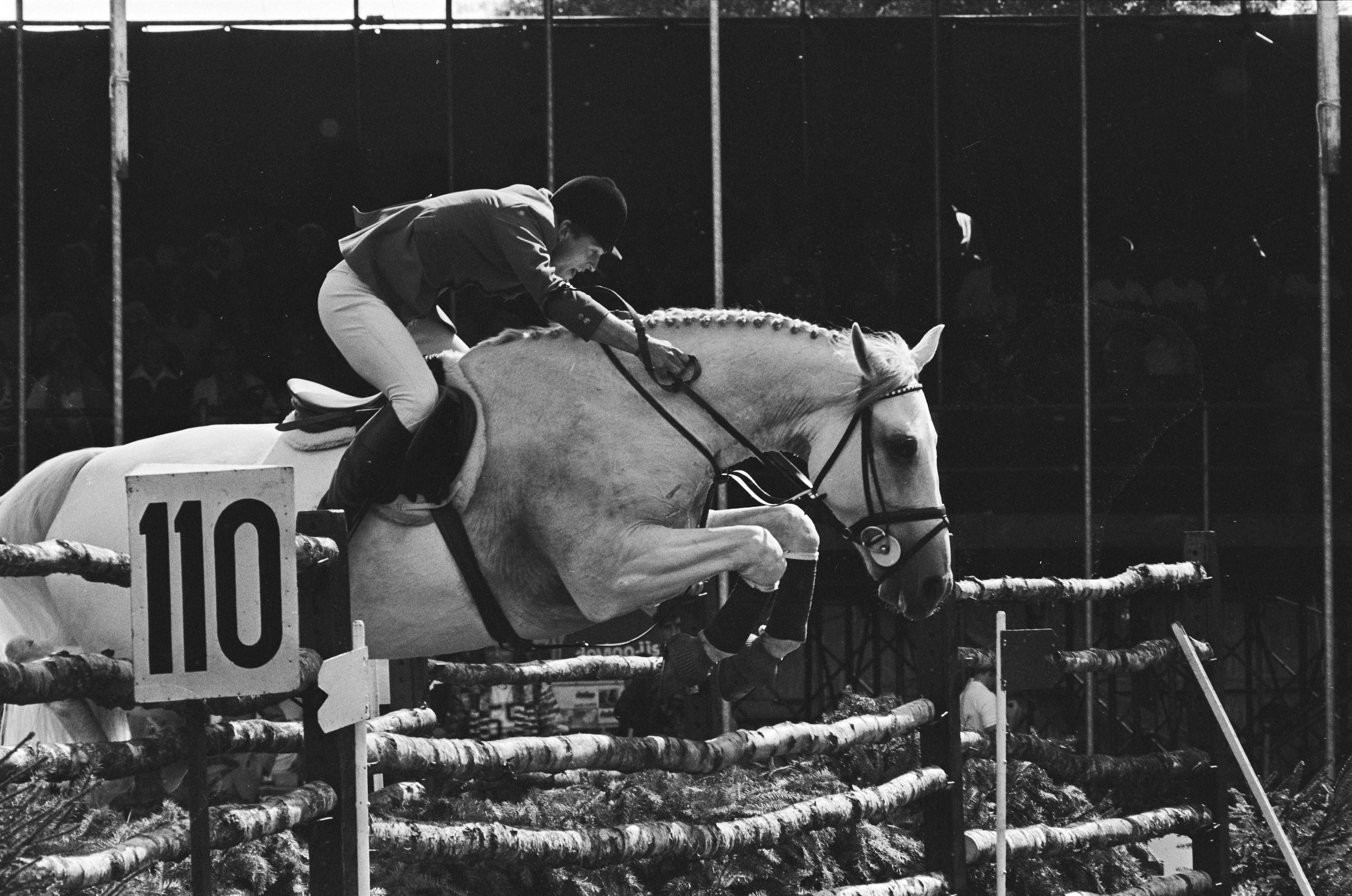
Henk Nooren mit Cats Whiskers beim CHIO Rotterdam 1978

- Jagermeester (ehemals Grande Giso)
- Mont Blanc